# Brunnen
Brunnen är en svensk dokumentärfilm från 2005 regisserad av Kristian Petri. Filmen handlar om den amerikanske regissören Orson Welles och dennes förhållande till Spanien. Filmen blev Guldbaggenominerad som bästa dokumentär.